# 中村満義

中村 満義（なかむら みつよし、1943年〈昭和18年〉3月15日 - ）は、日本の建設実業家。鹿島建設株式会社代表取締役社長を経て、同社代表取締役会長。社団法人日本土木工業協会会長。社団法人日本建設業連合会（日建連）副会長。

## 経歴
1943年（昭和18年）、東京都生まれ。1965年（昭和40年）に慶應義塾大学法学部政治学科卒業後、同年4月鹿島建設株式会社へ入社し建築部に配属される。その後は同社で1988年（昭和63年）営業本部営業部長、1995年（平成7年）広報室長、1996年（平成8年）取締役、1999年（平成11年）常務取締役、2002年（平成14年）専務取締役営業本部長兼関西営業本部長を歴任。
2005年（平成17年）、同社代表取締役社長兼執行役員社長に就任した。同年7月、社団法人日本土木工業協会、社団法人日本電力建設業協会、社団法人日本鉄道建設業協会・社団法人日本海洋開発建設協会理事就任。2015年3月期に180億円の単体営業赤字に陥り同年退任した。

## 人物
- 「見るべきは、競合大手の動きではなく、施主」が口癖[4]。
- 鹿島からは3代続けての非同族のトップとなった。
- 営業本部長から副社長を抜いて社長に昇格した。